# R6V (航空機)
ロッキード R6V
コンスティテューション
The first XR6O-1 Constitution in flight
- 用途：輸送機
- 製造者：ロッキード
- 運用者：アメリカ海軍
- 初飛行：1946年11月9日
- 生産数：2機

ロッキード R6V コンスティテューション（Lockheed R6V Constitution）は、1940年代にアメリカ海軍向けの長距離/大容量輸送機とアメリカン航空向けの旅客機としてロッキード社により開発されたプロペラ駆動の2階建て大型輸送機である。（1950年までR6Oと称された）コンスティテューションは、僅か2機の試作機が製造されただけで終わった。この2機の試作機は米海軍に就役したが、最終的には出力不足と当時の航空会社で運航するには大きすぎることが判明した。コンスティテューションはこれまで米海軍により運用された最大級の固定翼機である。

## 設計と開発

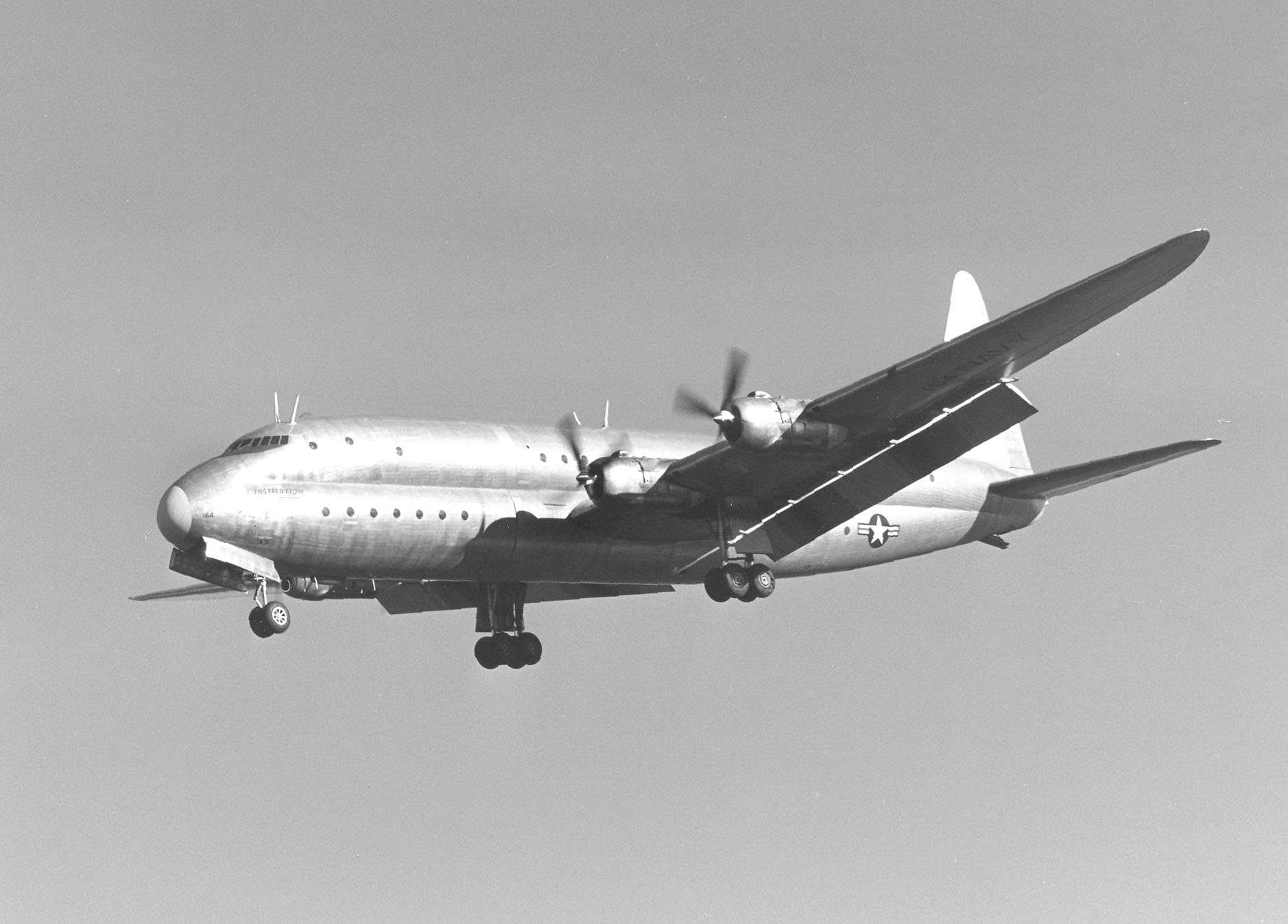
モフェット・フィールドに着陸するXR6O-1 コンスティテューション

ロッキード コンスティテューションは、1942年に米海軍、パンナムとロッキード社の共同研究として始まった。当初ロッキード モデル 89と称されたこの機体の設計は、海軍の飛行艇による輸送力を上回る大型輸送機を要求されており、パンナムはこのような大型の機体を民間航空で使用した場合の潜在能力を研究するためにこの計画に参加していた。この機体は17,500 poundsの貨物を搭載して高度25,000フィート (7,600 m)を巡航して航続距離5,000マイル (8,000 km)を飛行し、速度は250 mph (400 km/h)以上となる予定であった。機内は完全に与圧され、ほとんどの主要な部位に機内からアクセスでき、飛行中にでも修理が可能となるはずであった。例えば分厚い主翼の中を通るトンネルは4基全てのエンジンに通じていた。
この機種の設計はロッキード社のウィリス・ホーキンスとW・A・パルヴァー（W.A. Pulver）率いる技術陣により設計され、米海軍のE・L・シンプソン・ジュニア（E. L. Simpson, Jr.）が監督に当たった。「コンスティテューション」という名称はロッキード社の社長ロバート・E・グロスによりこの計画に対し与えられた。
コンスティテューションの設計では「8」の字断面を持つ「ダブルバブル」胴体を採用していた。この特異な設計は元々カーチス・ライト社の主任技術者ジョージ・A・ペイジ・ジュニア（George A. Page Jr.）が考案したもので、カーチス C-46 コマンドーに導入されていた。これは同一容積の大きな１本円柱に比べて容積を犠牲にすることなく与圧キャビンに有利な円柱構造を実現していた。
元々の契約では海軍航空局は50機のコンスティテューションを総額$1億1,125万で要求していたが、対日戦争終結の日にこの契約は僅か2機のみの$2,700万に縮小された。

## 運用の歴史

### 1号機

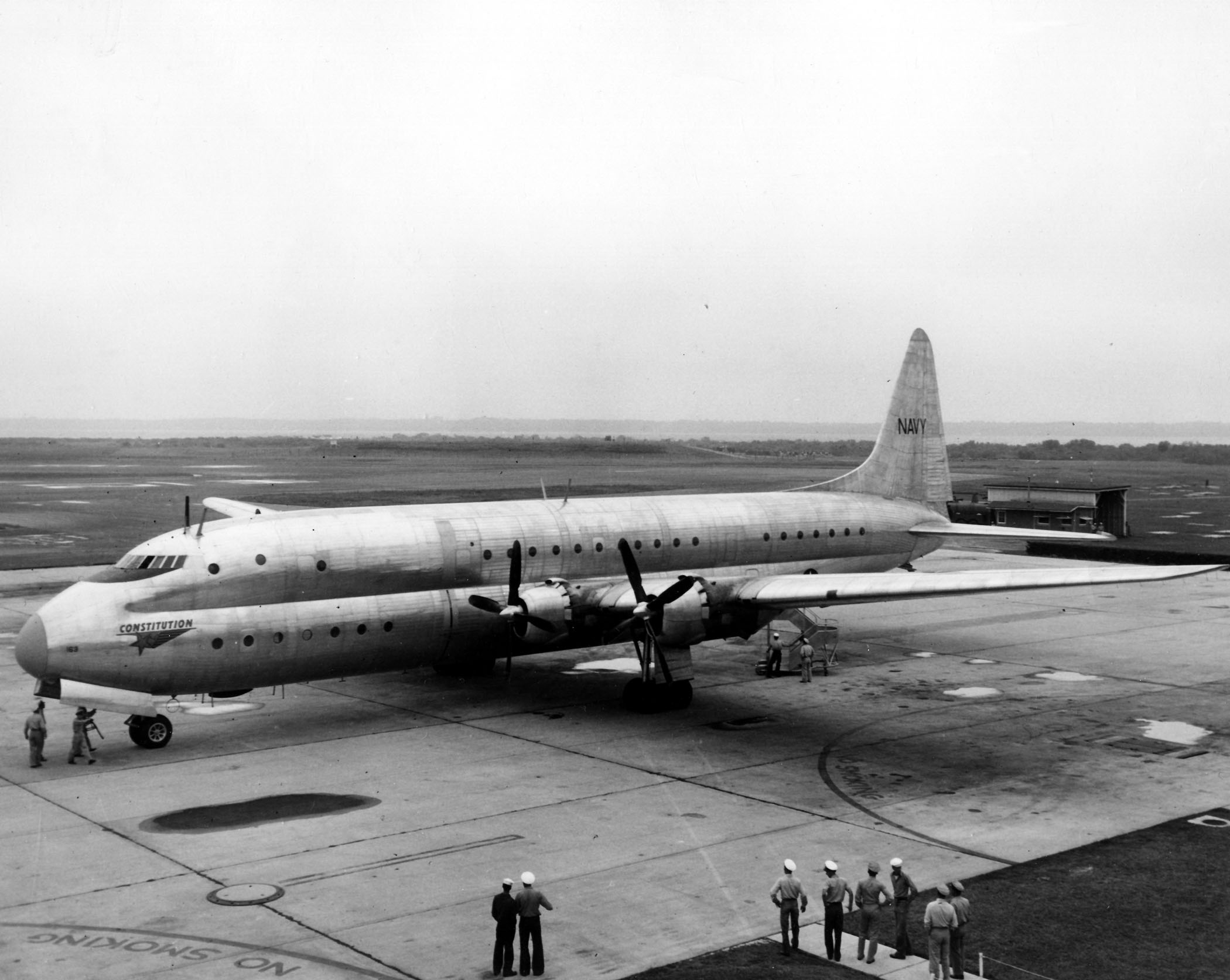
ジャクソンビル海軍航空基地に駐機するBuNo. 85163（1949年）

初号機BuNo 85163,は1946年夏にカリフォルニア州のバーバンクにあるロッキード社の工場で製作された。垂直尾翼の先端までが50フィート (15 m)という巨大さのために同社は最終組み立て用に特製ハンガーを建設しなければならなかった。ロッキード・カリフォルニアの第309棟は長さ408 ft (124 m)、幅302 ft (92 m)、高さは6階建ての建物と同じであった。このハンガーの面積は4エーカー (16,000 m2)、建設費用は$125万であった。
R60は暫定的に出力3,000 hpのプラット・アンド・ホイットニー R-4360-18を搭載して1946年11月9日に初飛行を行い、ジョー・トウル（Joe Towle）とトニー・ルヴィエがミューロック空軍基地までの悠々とした飛行の操縦桿を握った。そこで機体のテストの模様は詳細に記録された。当時は電気的なデータの記録装置は開発されておらず、計器の動きは計器盤に向けたムービーカメラにより撮影された。これに加えてムービーカメラはテスト結果の記録にも使用された。
コンスティテューションの1号機は1948年7月25日に機長ウィリアム・コリンズ（William Collins）中佐（米海軍）と副操縦士ロイ・ウィマー（Roy Wimmer、ロッキード社技術テストパイロット）によりモフェット・フィールドからパタクセント・リバー海軍航空基地への2,460 mi (3,960 km)の無着陸飛行を実施した。4日後に1号機はワシントン・ナショナル空港でアメリカ合衆国海軍長官のジョン・ローレンス・サリヴァンの夫人により正式に命名された。
最初のテスト飛行で出力不足が判明したのでエンジンは出力3,500 hp（水噴射装置付）のR-4360-22-Wに換装された。R6Oは胴体後部に6基のロケットを取り付けて離陸補助装置のテストに使用された。ロケットを使用することで全備重量の状態で離陸滑走距離を24%短くすることができた。
1号機は1949年2月2日にアラメダ海軍航空基地に駐屯する輸送部隊である第44艦隊兵站支援飛行隊（VR-44）に配備された。本機と姉妹機の2号機（約6か月後に配備）は、約2,460 mi (3,960 km)の距離のカリフォルニアとハワイ間の輸送に投入された。

### 2号機

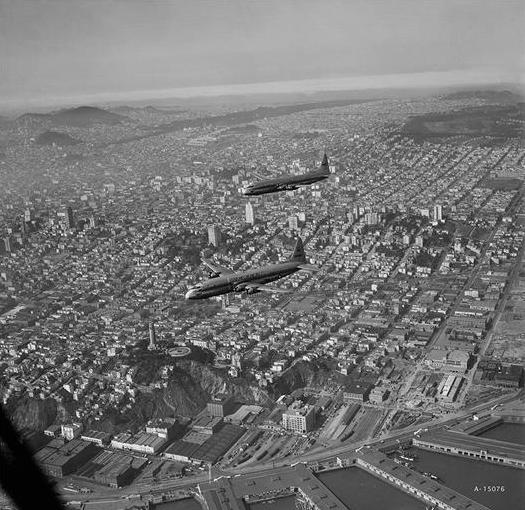
サンフランシスコ上空を飛行する2機のXR6V コンスティテューション（1950年）

コンスティテューションの2号機 BuNo 85164は1948年6月9日に初飛行を行った。1号機と異なり92名の乗客と12名の搭乗員が乗る上層デッキは豪華旅客機並みの仕上げが施されていた。1号機の上層デッキは遥かに荒削りな仕上げであった。前方隔壁の後部、下層デッキへと繋がる螺旋階段の前には帆船USS コンスティチューションの模型が飾られたショウケースが設置されていた。
下層デッキは容積7,373立方フィート (208.8 m3)の貨物室となっており、貨物は電動ホイストを使用して搭載された。また76名分の座席を据え付けることもできた。
1号機と同様に2号機も1949年2月3日に74名の報道陣を搭乗させてモフェット・フィールドからワシントン・ナショナル空港への大陸横断無着陸飛行を行った。当時これは1回の飛行で最も多くの人数を米国を横断して運んだ飛行となった。この飛行がワシントンD.C.とサンフランシスコを結ぶ6カ月間の定期航路の始まりとなった。
1950年代初めに2号機は19の都市を巡る海軍の新兵募集巡業に使用された。胴体の側面には高らかに「君らの海軍 ー 空へ、海へ」（"Your Navy—Air And Sea."）と大書きされ、約54万6,000人が機体の内部を見学して回った。

### 最終処分
コンスティテューションは元々の設計目的に合致するように運用するには制約があった。巨大な機体は4基のプラット・アンド・ホイットニー R-4360が絞り出す以上の出力を要求し、このエンジン自体も冷却上の問題を抱えていた。この問題は飛行中にエンジン冷却用フラップを状況に応じて開くことにより対処できたが、これは抗力が増加してしまい結局は全体の航続距離が減少してしまった。
海軍は2機のコンスティテューションを1940年代終わりから1950年代にかけて運用したが、1949年にはこれ以上の運用には値しないと発表し、民間の航空会社への5年間の貸し出しを提案した。しかしコンスティテューションの運用に興味を示す航空会社は現れず（民間旅客機型はモデル 189と命名された）、海軍は2機を1953年に退役させた。両機は1955年にリッチフィールドに保管された。2機の機体と13基の予備エンジンは$9万7,785で売却された。ロッキード社はコンスティテューションを基にした最大乗客数169名の旅客機型モデル 389とモデル 489を提案したが、双方共に民間の航空会社からは「机上」の計画としか受け取られなかった。
コンスティテューションの1号機はラスベガスへ買い取られアラモ・エアウェイズの巨大看板として使用され、ハワード・ヒューズが資産を買い取った後に廃棄処分とされた。2号機はフロリダ州 オパ＝ロッカ空港まで自力で飛行し、そこで保管された後で廃棄処分場へ移動された。そこで放火されて1979年に完全に破壊された。

## 運用
アメリカ合衆国
- アメリカ海軍
  - VR-5 飛行隊
  - VR-44 飛行隊

## 要目
(R6V BuNo 85164) 
- 乗員：12名
- 乗客：168名
- 全長：47.6 m (156 ft 1 in)
- 全幅：57.6 m (189 ft 1 in)
- 全高：15.4 m (50 ft 4.5 in)
- 翼面積：335.4 m² (3,610 ft²)
- 空虚重量：51,610 kg (113,780 lb)
- 全備重量：72,600 kg (160,000 lb)
- 最大離陸重量：83,460 kg (184,000 lb)
- エンジン：4 × プラット・アンド・ホイットニー R-4360 星型エンジン、3,000 hp (2,240 kW)
- 最大速度：490 km/h (303 mph) at 25,000 ft (7,600 m)
- 巡航速度：418 km/h (260 mph)
- 巡航高度：8,700 m (28,600 ft)
- 航続距離：8,670 km (5,390 mi)
- 上昇率：210 m/min (700 ft/min)